# Le timbre d'argent

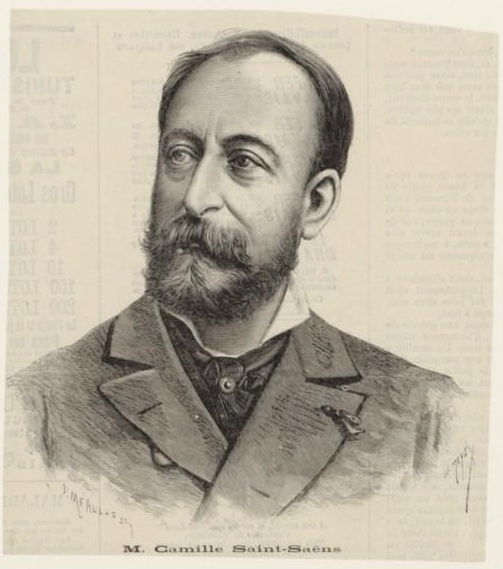
Camille Saint-Saëns 1883.

Le timbre d'argent (Silverklockan) är en opera av Camille Saint-Saëns och med franskt libretto av Jules Barbier och Michel Carré.

## Historia
Le timbre d'argent var Saint-Saëns första opera men den andra att uppföras. Den beställdes av Théâtre Lyrique i Paris och Saint-Saëns påbörjade komponerandet 1864. Ett år senare var verket färdigt men premiären blev försenad först på grund av ekonomiska svårigheter och senare på grund av fransk-tyska kriget 1870-71. De följande tolv åren reviderade Saint-Saëns operan till en grand opéra men vid operans premiär den 23 februari 1877 användes originalversionen från 1865. Först 1913 uppfördes "grand opéra"-versionen. 

## Personer
- Dr. Spiridion (baryton)
- Conrad (tenor)
- Circé/Fiammetta (stum roll framförd av dansös)
- Hélène (sopran)
- Rosa (sopran)
- Bénédict (tenor)
- Rosenthal (bas)
- Patrick (tenor)
- Frantz (tenor)
- Rodolphe (tenor)

## Handling
Konstnären Conrad är besatt av guld och lika betagen i en målning av gudinnan Circé. Dr Spiridion ger Conrad en silverklocka som kommer ge honom allt guld i världen när han klingar i den. Men priset är någons död. I slutet framgår att hela handlingen har pågått inne i Conrads febriga hjärna.